# Hezhou

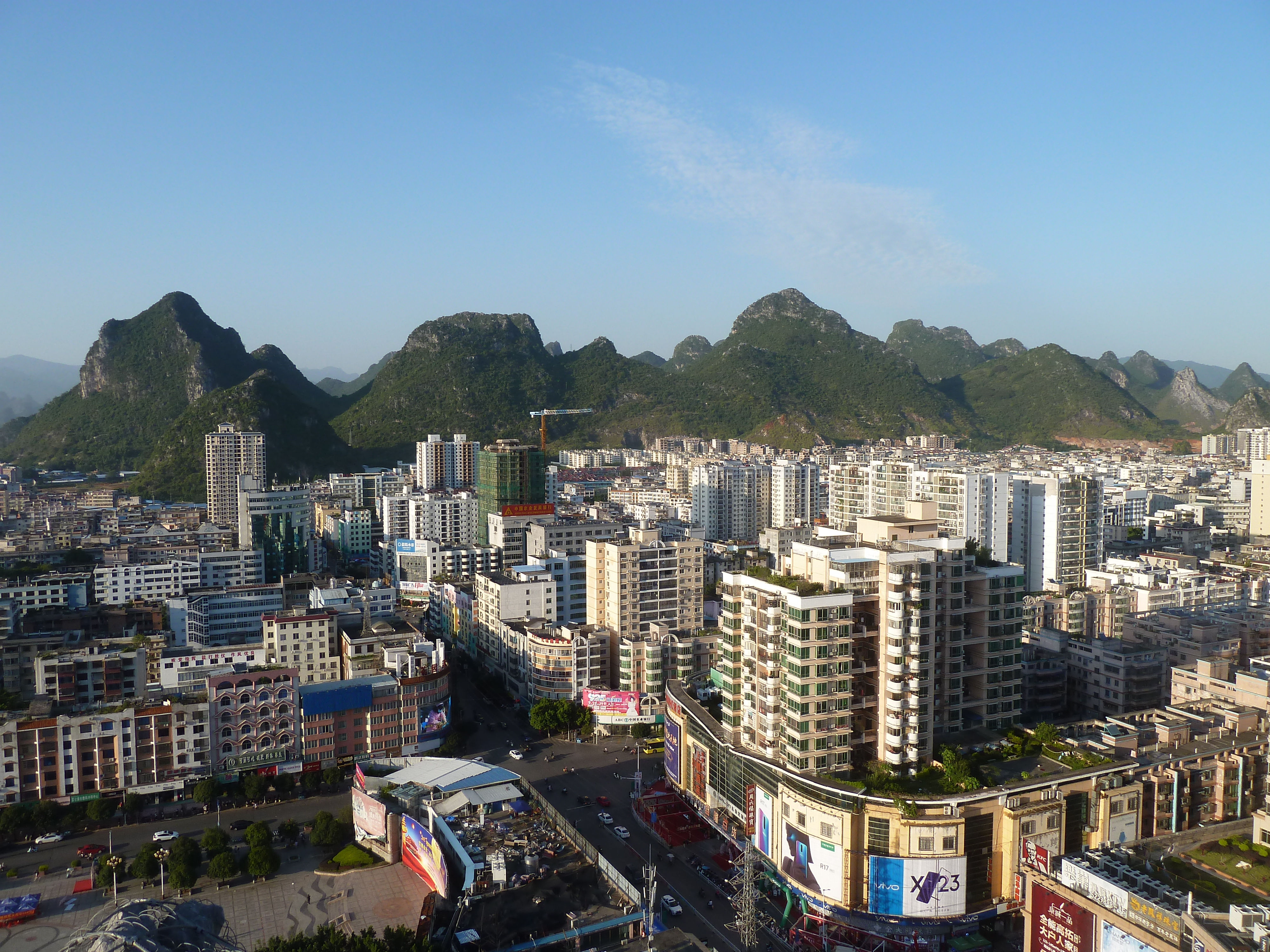

Hezhou (贺州 ; pinyin : Hézhōu) est une ville de l'est de la région autonome du Guangxi en Chine. La population de sa juridiction était d'environ 2,09 millions d'habitants en 2004.

## Subdivisions administratives
La ville-préfecture de Hezhou exerce sa juridiction sur quatre subdivisions - un district, deux xian et un xian autonome :
- le district de Babu - 八步区 Bābù Qū ;
- le xian de Zhongshan - 钟山县 Zhōngshān Xiàn ;
- le xian de Zhaoping - 昭平县 Zhāopíng Xiàn ;
- le xian autonome yao de Fuchuan - 富川瑶族自治县 Fùchuān yáozú Zìzhìxiàn.

## Démographie
La population du district était de 2 231 900 habitants en 2010.

## Tourisme
- la vieille cité de Huangyao,
- Longtan National Forest Park